# Valeč (Vysočina)
Valeč è un comune ceco situato nel distretto di Třebíč, nella regione di Vysočina.